# GATEPAC
El GATEPAC, acrònim de Grupo de Artistas y Técnicos Españoles para el Progreso de la Arquitectura Contemporánea, fou un grup d'arquitectes actius des d'abans de la Segona República Espanyola i que van promoure l'arquitectura racionalista i del moviment modern a l'Estat Espanyol. Els orígens del grup venen lligats a la necessitat de satisfer el benestar de les masses i de crear una "democratització de l'arquitectura", tenint com a característiques la influència del racionalisme, sobretot basant-se en les idees de Le Corbusier i en la seva visita a la ciutat de Barcelona, així com en la necessitat de crear espais organitzats on predomina una depuració lineal i formal, on fins i tot acaba havent-hi un punt d'abstracció.

## Orígens

Representació esquemàtica i gràfica del Rincón de Goya, de García Mercadal (1927).

Tot i aparèixer algunes petites mostres d'arquitectura racionalista pel territori espanyol, no fou fins al 1927 quan aquestes idees entrarien de manera més o menys estable al país, gràcies a l'arquitecte Fernando García Mercadal. Aquest va viatjar per Europa i va poder conèixer grans arquitectes com Peter Behrens, Le Corbusier, Mies van der Rohe, entre d'altres, i a conseqüència impregnar-se de les seves idees de modernitat. Quan García Mercadal arribà a Espanya va decidir plasmar aquestes noves influències per primera vegada a Saragossa, on projectà el Rincón de Goya per rememorar el centenari de la mort de Francisco de Goya, considerant-se aquesta la primera mostra on es va posar de manifest la nova arquitectura moderna espanyola. Un any més tard, Hèlene de Mandrot convidaria al mateix arquitecte al primer CIAM (Congrés Internacional d'Arquitectura Moderna), on hi assistiren arquitectes d'arreu d'Europa, destacant a Karl Moser, el qual va presidir el primer congrés. En veure i participar d'aquest, García Mercadal va veure de manera més clara la necessitat d'implantar una nova arquitectura, la qual fos capaç d'englobar característiques d'avantguarda i racionalistes. Dos anys més tard, Walter Gropius visitaria Bilbao i exposaria les seves idees consolidades sobre l'arquitectura en un congrés. A partir d'aquest congrés, el mes de setembre del mateix any, es va realitzar una exposició al Gran Casino de Sant Sebastià d'arquitectura i pintura moderna, lloc que va cridar l'atenció d'alguns dels arquitectes que començaven a interessar-se per la modernitat i per les idees racionalistes. L'exposició no només fou important perquè cridà l'atenció de futures promeses del racionalisme, sinó també pels artistes que hi exposaren, destacant dins de l'àmbit de l'arquitectura Ramón Aníbal Álvarez, Regino Borobio o Esteban de la Mora entre d'altres, i dins del món de la pintura figures com Juan Gris, Maruja Mallo, Joan Miró o Pablo Picasso.
Finalment, el grup es va fundar oficialment al Gran Hotel de Saragossa els dies 25 i 26 d'octubre de 1930. Llavors, el col·lectiu ja es va poder presentar com a grup als propers congressos d'arquitectura, i mantenir així una connexió directa amb els arquitectes europeus.

## Implantació d'una nova arquitectura
Durant les dècades dels anys 20 i 30 del segle xx es va anar implantant un nou tipus d'arquitectura a càrrec del GATEPAC. No obstant això, la quantitat d'arquitectes i tècnics que s'afegien al grup va propiciar la divisió del col·lectiu en seus i delegacions per cada territori. D'aquests casos el que més sobresurt és el català, rebatejant-se com GATCPAC (Grup d'Artistes i Tècnics Catalans pel Progrés de l'Arquitectura Contemporània), els quals van constituir-se com a grup separat en el si del GATEPAC el 6 de desembre del 1930. Tanmateix, malgrat la implantació i els diferents intents i exemples que ambdós grups d'arquitectes van anar formant arreu d'Espanya, el grup va rebre en diferents ocasions grans crítiques, com per exemple la de Pere Benavent, el qual considerava que l'arquitectura -tant del GATEPAC com del GATCPAC- estava buida d'ideologia. Això, juntament amb altres factors, va causar que els primers anys se'ls silenciés amb facilitat, per ser els portadors d'una "modernitat corruptora dels valors que volia transmetre el règim". No serà fins una dècada després que, gràcies a Juan de Zavala Lafora, es reivindicarà la seva feina i aportacions, a partir de presentar-se a la V Assemblea d'Arquitectura del 1949 de Madrid i reivindicar el fet de no tornar a caure en l'error i apostar per una arquitectura allunyada dels conceptes d'art viu, els quals havien mort de fa temps. Un any després a Barcelona, l'arquitecte Bruno Zevi va considerar, a la seva conferència al Col·legi d'Arquitectes de la ciutat que era necessari abandonar el que s'estava idolatrant des de feia anys, comparant l'obra d'Antoni Gaudí amb la de Lloyd Wright, contraposant-los i parlant de la nova anhelació cap a una arquitectura orgànica, canviant la seva perspectiva totalment.
Després de l'impacte de García Mercadal i com aquest va arribar a implantar noves idees d'arquitectura al territori peninsular, poc temps després van sorgir els arquitectes José Manuel Aizpurúa i Luís Vallejo, els quals van aportar de manera definitiva les idees racionalistes a l'arquitectura espanyola peninsular. Ambdós arquitectes van assistir al segon CIAM, on finalment es parlaria i s'imposaria l'arquitectura racionalista] arreu d'Europa, que Aizpurúa i Vallejo desplegarien sobretot al grup d'on ells pertanyien, el conegut Grup Nord del GATEPAC.

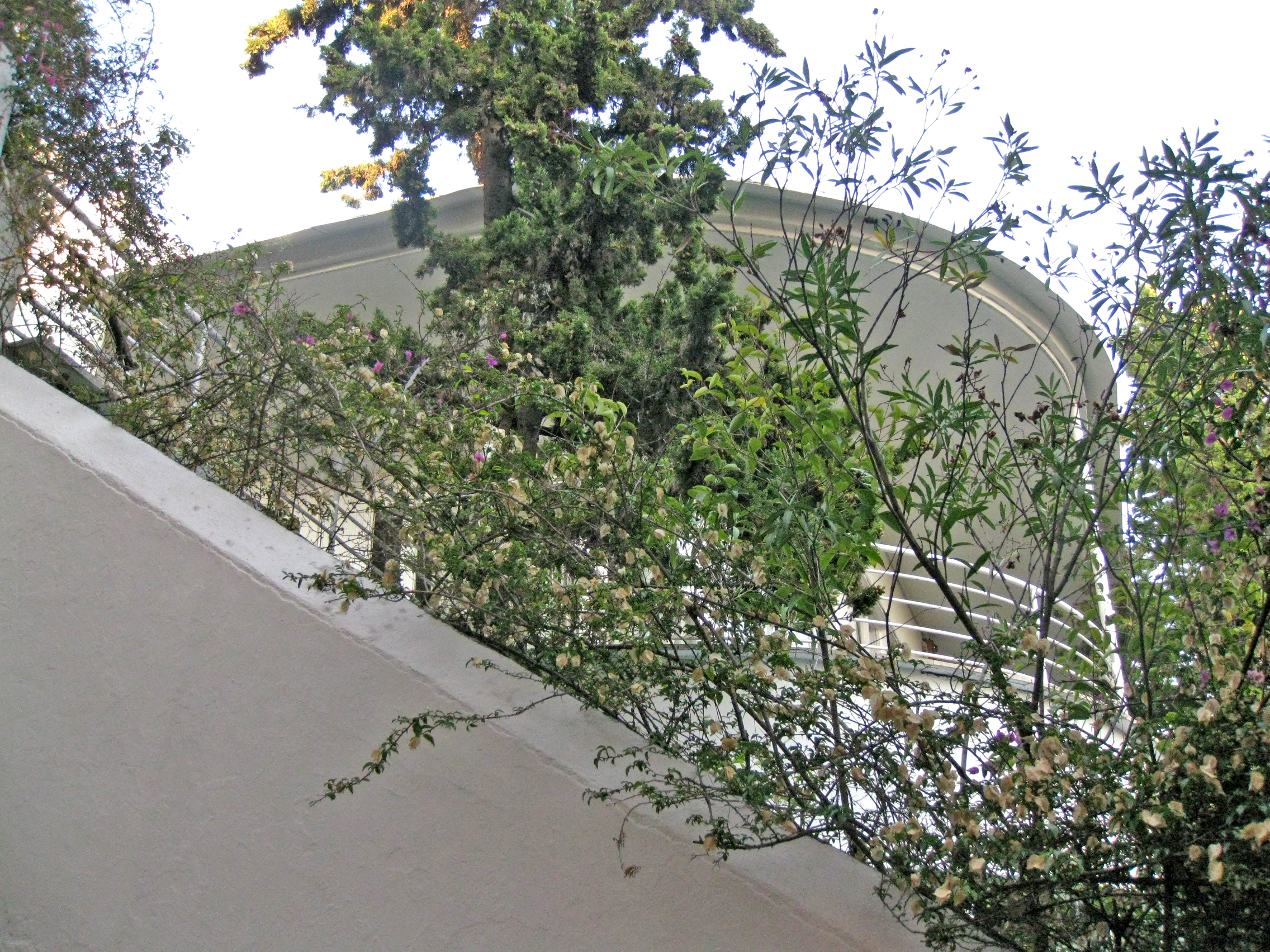
Casa Vilaró de Barcelona, projectada per l'arquitecte Sixt Illescas.

El Grup Nord del GATEPAC fou molt important per diversos motius: el primer, perquè seria el grup encarregat de presentar les idees més representatives dels inicis del GATEPAC, i en segon lloc perquè un any abans de la gran exposició al Casino de Sant Sebastià ja exposaren a les Galeries Dalmau de Barcelona, on van celebrar una petita mostra que es podria considerar un precedent de la de l'any següent, exposant juntament amb el grup català GATCPAC, per intentar presentar una certa unitat entre ambdues seus del grup. Tanmateix el que presentaren arquitectes com Aizpurúa i Joaquín Labayen seria essencial per entendre projectes del grup, com per exemple el Reial Club Nàutic de Sant Sebastià, o la Casa Vilaró de Barcelona, de Sixt Illescas.
Un altre arquitecte important seria Luís Vallejo, el qual va tenir una carrera relativament lenta. En les seves obres es pot apreciar un racionalisme molt radical, on fins i tot hi ha un cert caràcter d'exploració personal. A ell s'associa la frase de "a una nova vida li és necessari també un nou habitatge", tot a partir de la creació d'uns apartaments per la Societat Santa Lucía, un bloc de 160 apartaments amb accessos que es resolen a partir de corredors longitudinals, amb serveis de lavabo dins dels propis habitatges. Aquell mateix any, però durant el mes de març, Aizpurúa va escriure el que es podria considerar el primer manifest racionalista en territori espanyol, el qual fou batejat amb el títol de ¿Cuándo habrá arquitectura?, on a grans trets critica la situació de l'arquitectura de llavors, exigint la recerca d'un purisme molt concret.

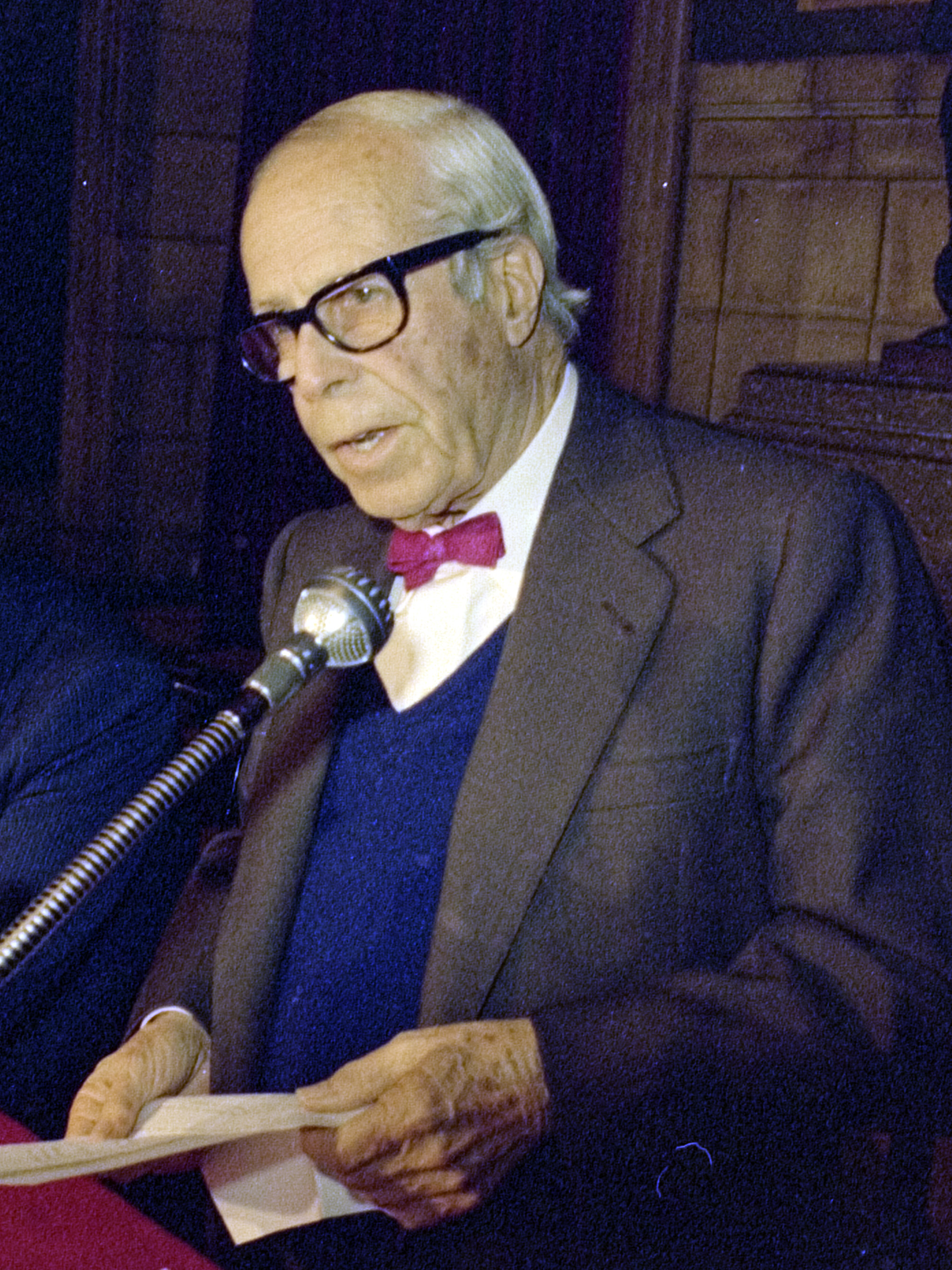
L'arquitecte Josep Lluís Sert, un dels grans exponents del GATEPAC de l'Est, més conegut com GATCPAC.

L'expansió que va suposar el grup de l'Est, conegut també com a GATCPAC és la més cèlebre de totes. En primer lloc, tot i la guerra i el règim franquista el grup català es va mantenir actiu i no va dissoldre's tot i tenir alguns membres exiliats, sense oblidar la coherència i compenetració que hi hagué entre els arquitectes catalans. Dins d'aquest grup val la pena mencionar a Josep Lluís Sert i Josep Torres Clavé, ambdós barcelonins, amics i figures importants per parlar de la publicació periòdica del GATEPAC, la revista A.C. Documentos de Actividad Contemporánea. Un dels projectes més importants que van impulsar va ser la Ciutat de repòs i vacances dels anys 1929 i 1935, un projecte que pretenia crear un espai perquè les classes obreres poguessin gaudir del temps de vacances, tot habilitant un gran espai als afores de Barcelona, sobretot a la zona actualment ocupada per Gavà i Castelldefels.
Per tant, per entendre tot el que engloba la modernitat impulsada pel GATEPAC s'ha de parlar de tres principals paràmetres: en primer lloc la idea d'habitatge alliberat, el qual es caracteritza per relacionar-se amb aspectes com la llum, l'aire i les obertures, creant una sensació d'espai diàfan entre interior i exterior, i donant pas a una flexibilitat en l'arquitectura; en segon lloc parlar de la clara influència de Le Corbusier, on per exemple s'eliminen les façanes d'alguns edificis o idees de ciutats, la uniformitat entre blocs d'edificis i cases, i les visions generals de grans ciutats i espais com a purs i lliures d'ornamentació, i finalment un cert interès pel món del disseny, ja que s'havien de crear noves formes i mobiliari que s'adaptés al nou territori.

## La revistaA.C. Documentos de Actividad Contemporánea
El GATEPAC no va limitar-se a compartir les seves idees entre els diferents arquitectes que configuraven el grup i les seves seus arreu del país, sinó que també crearen la seva pròpia revista i publicació, batejada amb el títol d'A.C. Documentos de Actividad Contemporánea. En aquesta revista, de la qual se'n coneixen i conserven diferents números, es posaven de manifest les idees de la nova arquitectura moderna, les influències de les quals es nodrien i, fins i tot, presentaven alguns dels projectes amb l'ajut de fotografies, plànols i explicacions dels mateixos pensadors i arquitectes. Alhora, no només els arquitectes espanyols presentaven les seves idees i projectes, sinó també en algunes ocasions es presentaven les inquietuds d'alguns arquitectes estrangers, com els coneguts casos de Le Corbusier, Gropius i Mies van der Rohe.
La revista, la qual es va publicar des del 1931 fins al 1937, no només presentava idees arquitectòniques, sinó també enfocaments més dedicats al món de les arts en general. Tanmateix, els temes relacionats amb l'arquitectura i l'urbanisme eren els predominants. Al llarg de les diferents publicacions es pot apreciar un canvi de pensament, on primer veiem un rebuig cap als academicismes arquitectònics, començant a presentar les innovacions de la nova modernitat i la necessitat de satisfer necessitats socials, fins a arribar al punt d'associar-se i considerar-se membres de la revolució social que s'estava duent a terme.
El context històric que engloba la publicació de la revista és la Segona República, i entre els anys 1931 i 1937 es van publicar uns vint-i-cinc números, tots redactats per futures promeses que esdevindran els grans arquitectes que han impulsat el racionalisme a Espanya, arribant a convertir la publicació en qüestió en una de les pautes més importants dins de l'avantguarda espanyola, concretament englobant tot allò relacionat amb l'arquitectura.
Cal destacar que existeixen precedents d'aquesta revista, com el cas de la catalana La Ciutat i la Casa, revista publicada per l'Associació d'Arquitectes de Catalunya. Aquesta, formada més per petits articles que s'escrivien a la premsa general, parlaven de temes com els interiors de les llars i de l'artesania, on posaven molt d'èmfasi a parlar d'obres arquitectòniques catalanes ja existents, on volien mantenir una mena de "binomi passat-present en una constant actualitat". Altres exemples, tots d'origen català, podrien ser la revista Joia, publicada a Badalona. Altres influències o precedents també els trobem fora del país, concretament el cas de la revista francesa L'Esprit Nouveau, on concretament al número quatre d'aquesta es parla d'una renovació de la modernitat arquitectònica i s'hi fa una certa propaganda. Totes aquestes influències i referents es poden veure clarament a les portades dels diferents números, on predomina l'interès per ressaltar les línies corbes, o d'imposar edificis clarament moderns amb els ja existents fidels a una tradició i unes convencions passades.
Cada subdelegació del GATEPAC va participar de manera variada a la revista: el Grup Nord del GATEPAC liderat per Aizpúrua i Vallejo s'encarregava de fer intervencions espontànies i d'una certa polèmica, mentre que el grup Central liderat per García Mercadal va participar-hi ben poc. En canvi, el GATCPAC o grup Est va participar-hi de manera freqüent i principal. D'aquesta manera, van arribar a tenir un impacte molt important a nivell general, ja que en algunes publicacions o esdeveniments com els CIAM o CIRPAC no es tractaven alguns dels temes que el GATEPAC s'atrevia a posar damunt de la taula, i si ho feien era a partir de la revista A.C.